# أفضل بك
أفضل بك (بالإنجليزية: Afzal Baig)‏ هو منافس ألعاب قوى باكستاني، ولد في 10 أبريل 1984.

## وصلات خارجية
- أفضل بك على موقع الاتحاد الدولي لألعاب القوى (الإنجليزية)